# یواس‌اس فلامینگو (ای‌ام‌سی-۲۲)
یواس‌اس فلامینگو (ای‌ام‌سی-۲۲) (به انگلیسی: USS Flamingo (AMc-22)) یک کشتی بود که طول آن ۹۰ فوت (۲۷ متر) بود. این کشتی در سال ۱۹۴۰ ساخته شد.